# Chenoa
Pour les articles homonymes, voir Chenoa (homonymie).

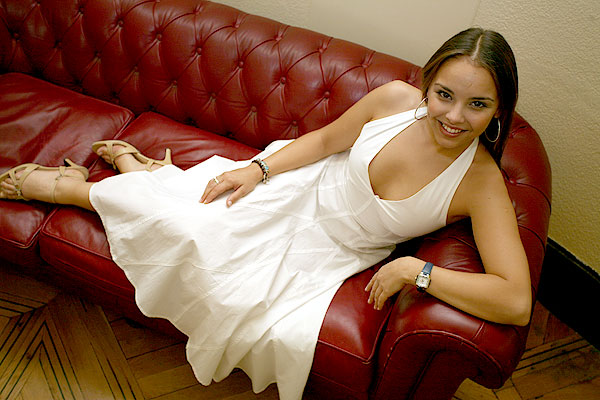
Chenoa.

María Laura Corradini Falomir alias Chenoa (signifiant Colombe Blanche en amérindien), est une chanteuse espagnole d'origine argentine née le 25 juin 1975 à Mar del Plata, en Argentine. Elle a enregistré cinq albums qui combinent pop, dance et ballades.

## Carrière
Elle a commencé sa carrière musicale lors de la première édition de  Operación Triunfo, qui l'a propulsée dans la chanson. À sa sortie de l'émission, elle enregistre son premier album Chenoa en 2002. En 2003, elle enregistre Mis Canciones Favoritas, un CD-DVD live composé de ses chansons préférés parmi celles qu’elle interprétait lorsqu’elle chantait au casino de Palma, dans l'île de Majorque[source secondaire souhaitée]. En mars 2003, elle est choisie pour représenter « Operación Triunfo » à l'Eurobest à Cannes. Eurobest est un concours opposant les vainqueurs d'émission Star Academy de plusieurs pays européens. Interprétant It’s Raining Men, Chenoa remporte la compétition. Fin 2003, elle sort son deuxième album studio Soy Mujer qui remporte un franc succès en Espagne et dans quelques pays d’Amérique latine[source secondaire souhaitée].
Fin 2005, elle sort son album Nada Es Igual. Il est produit par Dado Parisini[source secondaire souhaitée], le producteur entre autres de Laura Pausini, Nek ou Tears for Fears. Elle y signe cinq chansons. En 2006 elle effectue une tournée de concerts dans plus de 60 villes d'Espagne[source secondaire souhaitée], et également une tournée dans plusieurs pays d'Amérique latine[source secondaire souhaitée] pour la promotion de son prochain album. En 2009, dans le vidéo-clip de « Duele », elle surprend ses fans en embrassant une fille en fin de chanson, du moins dans la version non-censurée[source secondaire souhaitée].
Depuis 2002, elle a vendu au total plus d’un million d’albums et effectué plus de 200 concerts[réf. nécessaire].

## Discographie

### Albums
- 2002 Chenoa - 500 000
- 2003 Mis Canciones Favoritas (Unplugged Album) - 100 000
- 2003 Soy Mujer - 250 000
- 2005 Nada Es Igual - 120 000
- 2007 Absurda Cenicienta - 80 000
- 2009 Desafiando la Gravedad

### Singles
- 2002 Atrévete (Mystify)
- 2002 Cuando Tu Vas
- 2002 Yo Te Daré
- 2002 El Centro De Mi Amor
- 2003 Desnuda Frente A Ti
- 2003 En Tu Cruz Me Clavaste
- 2003 Soy Lo Que Me Das
- 2004 Siete Pétalos
- 2004 Dame
- 2005 Rutinas
- 2006 Tengo Para Ti
- 2006 Donde Estés
- 2007 Todo Irá Bien
- 2008 El Bolsillo Del Revés
- 2008 Absurda cenicienta
- 2009 Duele
- 2009 Buenas noticias
- 2011 Como un fantasma
- 2016 Soy humana